# Шумейко, Эугениуш
Эугениуш Шумейко (пол. Eugeniusz Szumiejko; 9 сентября 1946, Веробейки, Белорусская ССР — 5 июля 2020, Вроцлав, Польша) — польский астроном, менеджер, диссидент и политический активист, видный деятель независимого профсоюза Солидарность. Один из главных организаторов профсоюзного подполья во время военного положения. В Третьей Речи Посполитой — администратор, менеджер и правый общественный деятель, сторонник братьев Качиньских.

## Астроном и диссидент
Родился в крестьянской семье белорусских поляков. Среди его детских впечатлений были коллективизация и голод начала 1950-х, рассказы о Катынском расстреле и борьбе Армии Крайовой. В 1958 семья Шумейко была депортирована из Белорусской ССР в порядке переселения польского населения из восточных кресов. Обосновались в одной из деревень гмины Шпротава.
Эугениуш Шумейко перебрался во Вроцлав, поступил на физико-астрономический факультет Вроцлавского университета. В 1970—1977 Эугениуш Шумейко — научный сотрудник Института астрономии, с 1971 — член Польского астрономического общества. В конце 1970-х работал на комбинате силовой гидравлики, в 1980 поступил на вроцлавский завод оргтехники. Писал докторскую диссертацию по астрономии, которую не успел защитить из-за августовских событий 1980.
Эугениуш Шумейко придерживался национал-демократических, антикоммунистических и антисоветских взглядов. Решительно отвергал государственный строй ПНР и правление компартии ПОРП. В 1968 участвовал в студенческих протестах, состоял в забастовочном комитете факультета. Был активистом Католического клуба. В 1979 распространял подпольные издания КОС-КОР, КНП и ROPCiO.

## Профсоюз и подполье

### В руководстве «Солидарности»
В сентябре 1980 Эугениуш Шумейко присоединился к забастовочному движению и вступил в профсоюз Солидарность. Создавал профсоюзные организации в вузах и научных учреждениях, участвовал в урегулировании трудовых конфликтов. На I съезде «Солидарности» был избран членом Всепольской комиссии. Впоследствии Шумейко отмечал, что на том этапе профсоюз недостаточно акцентировал задачу обретения Польшей независимости от СССР, делая упор на «близкой к социализму» проблематике рабочего самоуправления. Несмотря на идеологический радикализм, Шумейко выступал за сдерживание забастовочного движения, дабы стабилизировать экономическое положение в стране. Поэтому он поддержал избрание умеренного Леха Валенсы председателем «Солидарности».
Эугениуш Шумейко состоял в высшем руководящем органе «Солидарности» — президиуме Всепольской комиссии (из 13 человек). Считался «опасным экстремистом», находился в разработке Службы безопасности МВД (СБ). Участвовал в радомском заседании президиума 3 декабря 1981, где было принято решение о неизбежной конфронтации с властями.

### В подпольных структурах
13 декабря 1981 в Польше было введено военное положение. Власть перешла к Военному совету национального спасения и «Директории» генерала Ярузельского. Начались репрессии против «Солидарности», интернирования и аресты. Эугениуш Шумейко находился в Гданьске на заседании Всепольской комиссии. Он сумел уйти от преследования, пробрался в порт и вместе с Мирославом Крупиньским, Анджеем Конарским, Яном Вашкевичем, Александром Пшигодзиньским учредил Национальный забастовочный комитет (KKS).
15 декабря члены KKS на моторных лодках перебрались из порта в «колыбель „Солидарности“» — Гданьскую судоверфь. Эугениуш Шумейко активно участвовал в забастовке Гданьской судоверфи. После её подавления скрылся в подполье. 13 января 1982 вместе с Анджеем Конарским и Богданом Борусевичем создал Всепольский комитет сопротивления. Налаживал связи и координацию между подпольными группами Гданьска, Быдгоща, Малопольши, Западной Померании, Нижней Силезии и зарубежными представителями «Солидарности».
После 22 апреля состоял во Временной координационной комиссии подпольной «Солидарности» (TKK) и в гданьской региональной комиссии, которую возглавлял Борусевич. Тесно сотрудничал с Збигневом Буяком, Богданом Лисом, Владиславом Фрасынюком, Корнелем Моравецким. Старался сглаживать противоречия между подпольной «Солидарностью» и Борющейся Солидарностью. Являлся одним из главных организаторов профсоюзного подполья. Вновь сумел уйти от ареста при облаве СБ — спустился по громоотводу с восьмого этажа, скрылся в строительном мусоре, после чего добрался до конспиративной квартиры.
Эугениуш Шумейко отличался твёрдостью убеждений, энергичной активностью и идейной мотивацией. Сам он к этим своим качествам относился с юмором:

Боюсь, даже когда Советы проиграют, я дальше буду пускать поезда под откос.

### В легальной оппозиции
В конце 1984, после объявленной амнистии, Шумейко вышел из подполья. Явившись в прокуратуру, он сделал официальное заявление, подчеркнув при этом, что сознательно вёл борьбу с коммунистическим режимом и полностью разделяет ценности «Солидарности». Жил на легальном положении во Вроцлаве. Вновь работал на заводе оргтехники. С 1986 снова примкнул к структурам «Солидарности», был членом забастовочного комитета Нижней Силезии. Неоднократно подвергался задержаниям и допросам в СБ. С 1987 выступал за открытое воссоздание организаций «Солидарности», возглавлял во Вроцлаве региональный забастовочный комитет, редактировал профсоюзные издания. Участвовал в забастовочном движении 1988, приведшем к релегализации «Солидарности». Сотрудничал с щецинским движением, вместе с Анджеем Мильчановским вёл переговоры с советскими представителями (в частности, о перспективах «Солидарности» при экономической реформе и приватизации).
На этот раз Шумейко выступал за жёсткую позицию и забастовочную активность. Впоследствии он говорил, что более упорная забастовочная борьба могла вынудить ПОРП к большим уступкам на переговорах в Магдаленке. Скептически относился к Круглому столу 1989, однако принял его результаты.

## Менеджер и общественный деятель
В 1990-х Эугениуш Шумейко состоял в региональных органах «Солидарности», занимал. Занимал различные экспертные и менеджерские должности на предприятиях и в администрации Вроцлавского, затем Нижнесилезского воеводства. Был вице-президентом АО «Вроцлавский аэропорт», уполномоченным воеводы по ликвидации последствий наводнения в 1998, чиновником аппарата воеводы в 1999. В начале 2000-х два года был безработным, потом был администратором рудника, вице-президентом вроцлавского энергетического концерна. В 2011 вышел на пенсию. С 2017 состоял в наблюдательном совете Варшавской фондовой биржи.
Политически Эугениуш Шумейко стоял на правых национал-патриотических позициях. На выборах 1990 состоял в избирательном штабе Леха Валенсы. В 1997—1998 был членом Движения польской реконструкции. На выборах 2005 поддерживал Леха Качиньского, на выборах 2010 — Ярослава Качиньского.
Эугениуш Шумейко уделял особое внимание историческим традициям польской национально-освободительной борьбы — от Грюнвальдской битвы до польско-советской войны, от восстановления независимости до «Солидарности» 1980-х. Критиковал образовательную политику за «подачу истории под углом зрения Gazeta Wyborcza» (позитивные характеристики Войцеха Ярузельского, недооценка Леха Качиньского). Настаивал на углублённом изучении польского языка и национальной истории, проводил соответствующие акции во Вроцлаве. Вместе с давними соратниками по «Солидарности» Мареком Мишуньским и Янушем Вольняком держал голодовку в мае 2012 — в знак протеста против левого уклона в образовании и СМИ, «в защиту национального духа».
В 2006 Эугиниуш Шумейко был награждён Командорским крестом со звездой ордена Возрождения Польши. В 2012 издал свою автобиографию.
Скончался Эугениуш Шумейко в возрасте 73 лет.

## Личность
Эугениуш Шумейко был женат, имел сына (Станислав Шумейко — известный польский кинематографист). Увлекался парашютным спортом, в молодости был членом аэроклуба. Главным его личным качеством называли отчаянную храбрость.